# Tatort: Die Abrechnung (1975)
Die Abrechnung ist ein Fernsehfilm aus der Fernseh-Kriminalreihe Tatort der ARD und des ORF. Der Film wurde vom WDR produziert und am 8. Juni 1975 zum ersten Mal gesendet. Er ist die 52. Folge der Tatort-Reihe, die fünfte mit Kommissar Haferkamp.

## Handlung
Professor Stürznickel wird in seiner Villa erschlagen, der dabei ertappte Einbrecher Neugebauer wird als angeblicher Täter von Stürznickels Schwiegertochter Evelyn erschossen. Evelyn wird aber von Kommissar Haferkamp verdächtigt, ihren Schwiegervater bereits vor dem Einbruch ermordet zu haben, und angeklagt. Rechtsanwalt Dr. Alexander verteidigt sie und kann einen Freispruch erwirken. Durch den Tod des Großvaters erben Evelyn und ihre Stieftochter Angela große Geldsummen, die Angela aber ablehnt, da sie heimliche Zeugin des Mordes der Stiefmutter an dem alten Stürznickel war. Dr. Alexander, ein alter Freund des Großvaters, ist verwundert über Angelas Verhalten, da er Evelyn nur im festen Glauben, sie sei unschuldig, verteidigt hat.
Plötzlich ist Angela verschwunden. In einem See im Sauerland, wo die Stürznickels ein Sommerhaus haben, wird sie tot aufgefunden. Einige Beweise bringen Haferkamp auf die Spur, dass Evelyn und ihr Freund Dr. Kürschner das Mädchen wegen der Mitwisserschaft umgebracht haben. Doch beim nächsten Prozess ist Dr. Alexanders Verteidigung merklich schwach und beide werden zu lebenslanger Freiheitsstrafe verurteilt. Ein fehlendes Blatt des Lateinheftes von Angela bringt Haferkamp auf eine neue Idee und er lässt Alexanders Kanzlei durchsuchen. Er findet einen Abschiedsbrief, der auf der fehlenden Seite des Heftes geschrieben wurde. Angela hatte in Wirklichkeit Selbstmord begangen und Dr. Alexander hatte dann die Beweise für einen Mord zurechtgelegt, um sich an Evelyn wegen des Mordes an seinem Freund Stürznickel zu rächen und dafür, dass sie ihn beim ersten Mordprozess hinters Licht geführt hatte.

## Trivia
Gustl Bayrhammer hat einen Gastauftritt als Kommissar Veigl. Telefonisch informiert er Haferkamp über die Vorstrafen des Einbrechers Neugebauer und dass dieser nun bei seiner Mutter in Essen wohnt. Außerdem gibt er wichtige Hinweise auf den früheren Komplizen Gottlieb. Haferkamp und Veigl scheinen sich gut zu kennen; sie duzen sich und sprechen sich mit Vornamen an. 
Die insgesamt 332. und 4. Tatort-Folge des Schweizer Ermittlerteams von Burg und Gertsch (Erstausstrahlung: 12. Mai 1996) trägt ebenfalls den Titel Die Abrechnung.